# Équipe de Pologne de football à la Coupe du monde 1986
L'équipe de Pologne de football participe à la Coupe du monde de football de 1986 organisée au Mexique du 31 mai au 29 juin 1986. Pour sa cinquième participation, la Pologne est désignée tête de série lors du tirage au sort en raison de sa troisième place quatre ans plus tôt. La Pologne se qualifie in-extremis pour les huitièmes de finale (en étant repêchée comme l'un des quatre meilleurs troisièmes de groupe), où elle se fait corriger par le Brésil. Les Polonais étaient loin de leur niveau de 1974 à 1982.
La Pologne passe la phase éliminatoire avec deux succès face à la Grèce, une victoire et un nul face à l'Albanie et un nul et une défaite contre la Belgique qu'elle devance pourtant au classement final du groupe au nombre de buts marqués. Le sélectionneur Antoni Piechniczek constitue la sélection en emmenant une ossature de onze joueurs ayant déjà participé à au moins un mondial, huit joueurs ont participé à une coupe du monde, en 1982, deux joueurs, Zbigniew Boniek et Roman Wójcicki était déjà présent en 1978, Zmuda participait quant à lui à sa quatrième phase finale après 1974, 1978 et 1982.

## Éliminatoires
Les trente deux sélections participant aux éliminatoires de la zone européenne sont réparties en sept groupes, quatre groupes de cinq équipes et trois groupes de quatre équipes. Les équipes terminant aux deux premières places des groupes composés de cinq équipes sont qualifiées pour la phase finale de la Coupe du monde au Mexique. Les équipes terminant seconde des groupes 1 et 5 se qualifient pour un barrage européen, l'équipe terminant seconde du groupe 7 se qualifie pour un barrage intercontinental face au vainqueur des qualifications de l'Océanie. Avant le tirage au sort, la Pologne est placé dans le pot A en compagnie des meilleures équipes européennes. Le tirage se déroule le 7 décembre 1983 à Zurich en Suisse, le sort place la Pologne dans un groupe de quatre en compagnie de la Belgique (pot B), la Grèce (pot C) et l'Albanie (pot D). Chaque équipe doit alors se rencontrer deux fois, la première équipe au classement se qualifie pour la Coupe du monde, la seconde dispute les barrages.
Les Polonais commencent leur campagne de qualification en recevant le 17 octobre 1984 à Zabrze la sélection grec, les hellènes ouvrent le score à la 35e minute, à la suite d'un coup franc grec repoussé par Jacek Kazimierski, les visiteurs récupèrent le ballon et adressent directement un centre vers le second poteau, le cuir est repris par le milieu de terrain grec Anastásios Mitrópoulos qui marque d'une tête piquée, menés à la pause, les Polonais sous l'impulsion du joueur de la Juventus Zbigniew Boniek se reprennent au retour des vestiaires. Peu après l'heure de jeu, Smolarek égalise pour les siens, bien lancé dans la surface par un ballon piqué en profondeur, il contrôle avant de frapper devançant la sortie du portier adverse. Trois minutes plus tard, la Pologne prend les devants, Wladyslaw Zmuda réalise une remontée dans le couloir droit avant d'adresser un centre vers Dziekanowski démarqué, ce dernier frappe en force à ras de terre, le ballon heurte le montant grec avant d'entrer dans le but. Les Grecs essaient d'égaliser mais ils s'exposent aux contres polonais, à la 79e Dziekanowski est lancé à la limite du hors jeu dans la profondeur, il remonte toute la partie de terrain grec avant de tromper d'un tir entre les jambes le gardien hellène Nikos Sarganis venu à sa rencontre. Avec cette victoire (3-1), la Pologne lance idéalement sa campagne vers la qualification,.
Pour le compte de la seconde journée disputée deux semaines plus tard, les Polonais reçoivent l'Albanie à Mielec. La sélection polonaise, logique favorite de la rencontre, forte de sa 3e place lors de la Coupe du monde précédente face à une faible sélection albanaise, prends rapidement les devants. À la 23e minute, Dariusz Wdowczyk centre au second poteau, Smolarek démarqué au second poteau marque d'une tête piqué, le rebond trompe le gardien de but albanais. Au retour des vestiaires, l'Albanie égalise à la surprise générale, Bedri Omuri égalise en lobant Jacek Kazimierski le gardien polonais. À la 75e minute, le milieu de terrain Kola donne l'avantage à l'Albanie. Cinq minutes plus tard, Pałasz égalise, il profite d'un ballon relâché par le portier albanais Perlat Musta pour pousser le ballon au fond des filets. Avec ce match nul (2-2), les Polonais sauvent un point dans la course à la qualification,,.
Le 1er mai 1985, la Pologne se déplace au Stade du Heysel de Bruxelles pour affronter la Belgique devant 50 000 spectateurs. Peu avant la demi-heure de jeu l’attaquant Erwin Vandenbergh ouvre le score pour les Belges. À la suite de l'ouverture du score, les Polonais essaient de jouer un jeu plus offensif en s'appuyant sur Boniek et Dziekanowski. En seconde période, les Belges doublent la marque, Franky Vercauteren lancé dans la profondeur dans la surface remporte son duel aérien, dans un angle très fermé, il trompe en force le portier de Bastia Józef Młynarczyk, glissant le ballon entre le poteau et le gardien polonais. Les Polonais favoris du groupe lors du tirage au sort enregistrent avec cette défaite une deuxième contre-performance consécutive, les Belges sont en tête du groupe avec 4 points d'avance sur la Pologne mais un seul match à jouer contre trois pour les Polonais,.
Le 19 mai, les Polonais se déplacent au Stade olympique d'Athènes pour rencontrer la Grèce. Smolarek ouvre le score pour la Pologne à la 25e minute, après avoir récupéré le ballon dans son camp, il prend le meilleur en vitesse sur la défense grecque, il trompe Nikos Sarganis du gauche. Seulement deux minutes après la reprise, les hommes d'Antoni Piechniczek se font surprendre par les Grecs, l'attaquant Níkos Anastópoulos pousse au fond un ballon repoussé dans l'axe par Młynarczyk. Les Polonais reprennent l'avantage à l'heure de jeu, sur un coup franc concédé aux abords de la surface par les grec, le coup franc est frappé en retrait par Boniek vers Ostrowski lancé qui frappe puissamment sans contrôle des vingt mètres pour tromper le portier hellène. Vingt minutes plus tard, Boniek donne deux buts d'avance aux Polonais. Dziekanowski clôt la marque à la 90e minute, après un coup franc rapidement joué, il est lancé dans la profondeur, il dribble Nikos Sarganis avant de marquer dans le but vide. Cette victoire (4-1) permet aux Polonais de revenir à deux points de la Belgique,,.
Les Polonais continuent leur parcours éliminatoire par un déplacement au Stade Qemal-Stafa de Tirana pour affronter l'Albanie. Le joueur de la Juventus Zbigniew Boniek ouvre le score à la 24e minute d'une frappe des 18 mètres, alors qu'il était présent la veille pour la victoire italienne en finale de la Coupe des clubs champions 1985, il offre un précieux succès à son pays dans le cadre des éliminatoires de la Coupe du monde 1986, ce résultat permet à la Pologne d'être à égalité de points mais avec une meilleure différence de buts que la Belgique à une journée de la fin et ainsi d'avoir son destin en main pour son ultime match de qualification face aux Diables Rouges,.
La Pologne reçoit la Belgique sur sa pelouse du Stade de Silésie de Chorzów pour le compte de la sixième et dernière journée de ces éliminatoires devant près de 70000 spectateurs, la rencontre s'est disputée sur un rythme assez faible, la meilleure occasion polonaise est l’œuvre du joueur de l'AS Rome Zbigniew Boniek, mais sa frappe à la 16e minute touche le poteau droite de la cage de Jean-Marie Pfaff sur un coup de pied de coin joué à raz-de-terre. Jan Ceulemans offre une importante occasion aux diables rouges à la 68e. À cinq minutes du terme, l'arrière belge Éric Gerets est fauché à l'entrée de la surface polonaise mais l'arbitre écossais Bob Valentine désigne un coup franc. Les deux équipes font match nul (0-0), ce résultat qualifie la Pologne pour la Coupe du monde 1986 au Mexique, qui devance la Belgique grâce à un plus grand nombre de buts inscrits,.

### Rencontres
| 17 octobre 1984 | Pologne                              | 3 - 1 | Grèce           | Stade Górnik Zabrze, Zabrze               |                                           |
|                 | Smolarek 62e · Dziekanowski 65e, 79e |       | Mitropoulos 35e | Spectateurs : 20 000 Arbitrage : M. Thime | Spectateurs : 20 000 Arbitrage : M. Thime |
|                 | Détails                              |       |                 | Spectateurs : 20 000 Arbitrage : M. Thime | Spectateurs : 20 000 Arbitrage : M. Thime |

| 31 octobre 1984 | Pologne                   | 2 - 2 | Albanie              | Stadion Stali Mielec, Mielec               |                                            |
|                 | Smolarek 23e · Pałasz 80e |       | Omuri 55e · Kola 75e | Spectateurs : 28 000 Arbitrage : M. Galler | Spectateurs : 28 000 Arbitrage : M. Galler |
|                 | Détails                   |       |                      | Spectateurs : 28 000 Arbitrage : M. Galler | Spectateurs : 28 000 Arbitrage : M. Galler |

| 1 mai 1985 | Belgique                          | 2 - 0 | Pologne | Stade du Heysel, Bruxelles                 |                                            |
|            | Vandenbergh 30e · Vercauteren 53e |       |         | Spectateurs : 48 310 Arbitrage : M.Moffatt | Spectateurs : 48 310 Arbitrage : M.Moffatt |
|            | Détails                           |       |         | Spectateurs : 48 310 Arbitrage : M.Moffatt | Spectateurs : 48 310 Arbitrage : M.Moffatt |

| 19 mai 1985 | Grèce            | 1 - 4 | Pologne                                                      | Stade olympique, Athènes                    |                                             |
|             | Anastopoulos 47e |       | Smolarek 25e · Ostrowski 58e · Boniek 78e · Dziekanowski 90e | Spectateurs : 52 500 Arbitrage : M.Petrovic | Spectateurs : 52 500 Arbitrage : M.Petrovic |
|             | Détails          |       |                                                              | Spectateurs : 52 500 Arbitrage : M.Petrovic | Spectateurs : 52 500 Arbitrage : M.Petrovic |

| 30 mai 1985 | Albanie | 0 - 1 | Pologne    | Stade Qemal-Stafa, Tirana                |                                          |
|             |         |       | Boniek 24e | Spectateurs : 30 000 Arbitrage : M.Zezov | Spectateurs : 30 000 Arbitrage : M.Zezov |
|             | Détails |       |            | Spectateurs : 30 000 Arbitrage : M.Zezov | Spectateurs : 30 000 Arbitrage : M.Zezov |

| 11 septembre 1985 | Pologne | 0 - 0 | Belgique | Stade de Silésie, Chorzów                    |
|                   |         |       |          | Spectateurs : 70 000 Arbitrage : M.Valentine |
|                   | Détails |       |          |                                              |

### Classement
| Rang | Équipe   | Pts | J | G | N | P | Bp | Bc | Diff |  | Résultats (▼ dom., ► ext.) |     |     | \|  |     |
| ---- | -------- | --- | - | - | - | - | -- | -- | ---- |  | -------------------------- | --- | --- | --- | --- |
| 1    | Pologne  | 8   | 6 | 3 | 2 | 1 | 10 | 6  | +4   |  | Pologne                    |     | 0-0 | 2-2 | 3-1 |
| 2    | Belgique | 8   | 6 | 3 | 2 | 1 | 7  | 3  | +4   |  | Belgique                   | 2-0 |     | 3-1 | 2-0 |
| 3    | Albanie  | 4   | 6 | 1 | 2 | 3 | 6  | 9  | -3   |  | Albanie                    | 0-1 | 2-0 |     | 1-1 |
| 4    | Grèce    | 4   | 6 | 1 | 2 | 3 | 5  | 10 | -5   |  | Grèce                      | 1-4 | 0-0 | 2-0 |     |

### Buteurs
Au cours de cette campagne, les polonais ont inscrit dix buts, avec cinq joueurs différents, Włodzimierz Smolarek et Dariusz Dziekanowski ont chacun inscrit trois buts lors de ces éliminatoires, le milieu de terrain polonais Zbigniew Boniek a inscrit deux buts, Andrzej Pałasz et Marek Ostrowski ont eux inscrit un seul but.
| Place | Joueur               | Poste | Buts | MJ | Temps | Adversaire      |
| ----- | -------------------- | ----- | ---- | -- | ----- | --------------- |
| 1     | Dariusz Dziekanowski | A     | 3    | 6  | 500   | Grèce (2) Grèce |
| 1     | Włodzimierz Smolarek | A     | 3    | 6  | 514   | Grèce Albanie   |
| 3     | Zbigniew Boniek      | M     | 2    | 6  | 537   | Grèce Albanie   |
| 4     | Andrzej Pałasz       | M     | 1    | 4  | 224   | Albanie         |
| 4     | Marek Ostrowski      | D     | 1    | 4  | 360   | Grèce           |

## Les joueurs appelés
Antoni Piechniczek annonce la sélection polonaise qui disputera le mondial le 20 mai à la veille du départ pour le Mexique, les deux derniers joueurs écartés de la liste sont le milieu de terrain du Śląsk Wrocław Waldemar Prusik et l’attaquant du ŁKS Łódź Krzysztof Baran. Pour la quatrième coupe du monde de football consécutive disputée par la Pologne, le sélectionneur Antoni Piechniczek décide de s'appuyer sur un groupe composé pour moitié de joueurs possédant une expérience en Coupe du monde, et pour l'autre moitié de novice notamment passés par les compétitions de jeune au niveau mondial. Parmi le groupe sélectionné onze joueurs étaient présents en Espagne en 1982, parmi ses joueurs deux ont disputé deux mondial, Zbigniew Boniek et Roman Wójcicki étaient également présent en Argentine en 1978 et Zmuda dispute sa quatrième Coupe du monde après 1974, 1978 et 1982. La sélection est composée de trois joueurs ayant participé à la Coupe du monde des moins de 20 ans 1979, le gardien de but Jacek Kazimierski et les deux milieux Andrzej Buncol et Andrzej Pałasz, de quatre joueurs ayant participé à la Coupe du monde des moins de 20 ans 1981, le gardien de but Józef Wandzik, le milieu de terrain Ryszard Tarasiewicz et les deux attaquants Dariusz Dziekanowski et Jan Urban, le gardien Józef Wandzik a également participé à la Coupe du monde des moins de 20 ans 1983.
Dans cette liste de vingt-deux joueurs, le Górnik Zabrze champion de Pologne en titre est le club est le plus représenté avec six joueurs, suit le Legia Varsovie vice-champion avec cinq éléments, le Widzew Łódź compte trois joueurs. Parmi les vingt-deux sélectionnés, onze clubs sont représentés, dix-huit jouent dans le championnat polonais et quatre évoluent à l'étranger, deux jouent en Italie, le défenseur Władysław Żmuda à l'US Cremonese et la star de l'équipe Zbigniew Boniek de l'AS Rome, le défenseur Stefan Majewski évolue au FC Kaiserslautern en Allemagne, le portier Józef Młynarczyk joue au Portugal, au FC Porto.
Le plus jeune joueur de la liste est le gardien du Górnik Zabrze Józef Wandzik âgé de 22 ans, il est suivi de Dariusz Kubicki du Legia Varsovie plus vieux de quelques semaines. Józef Wandzik est le joueur le moins expérimenté de la sélection avec seulement 3 capes, il est suivi d'Andrzej Zgutczyński et de Jan Furtok qui comptent quatre sélections. Le joueur le plus expérimenté à faire la compétition est Władysław Żmuda il compte 90 sélections à la veille du mondial, Zbigniew Boniek est le meilleur buteur en sélection des joueurs appelés avec 24 réalisations, Józef Młynarczyk est le joueur le plus âgé de la sélection.

## Préparation de l'événement

### Format et tirage au sort
Vingt-quatre équipes disputent la phase finale de la Coupe du monde. Au premier tour les équipes sont réparties en six groupes de quatre.
Pour le tirage au sort des six groupes, quatre chapeaux sont constitués. La Pologne se trouve dans le chapeau des têtes de séries avec le Mexique nation hôte, l'Italie, tenant du titre, la RFA, la France et le Brésil,.
Le tirage au sort de la phase finale a lieu dans les studios de télévision de Televisa, le dimanche 15 décembre 1985 à Mexico : la Pologne est tête de série du Groupe F, en compagnie de l'Angleterre, du Maroc et du Portugal.

### Préparation
| Rencontre                    | Rés. |
| ---------------------------- | ---- |
| Pologne-Italie               | 1-0  |
| Tunisie-Pologne              | 1-0  |
| Turquie-Pologne              | 1-1  |
| Pise-Pologne                 | 0-2  |
| Boca Juniors-Pologne         | 0-1  |
| River Plate-Pologne          | 5-4  |
| Racing Club -Pologne         | 0-1  |
| Uruguay-Pologne              | 2-2  |
| Espagne-Pologne              | 3-0  |
| FC Nuremberg-Pologne         | 0-1  |
| Eintracht Francfort -Pologne | 1-5  |
| Danemark-Pologne             | 1-0  |

L'équipe de Pologne dispute douze matchs amicaux de préparation avant de partir disputer la Coupe du monde au Mexique, aussi bien officiels contre des sélections nationales que non-officiels contre des clubs.
La Pologne commence sa préparation le 16 novembre, contre l'Italie champion du monde en titre au Stade de Silésie de Chorzów devant 15000 spectateurs. La Pologne ouvre le score à la 5e minute par l'intermédiaire de Dariusz Dziekanowski, il profite d'une erreur du défenseur italien Antonio Di Gennaro pour ouvrir tromper Franco Tancredi d’une frappe des vingt mètres. Le défenseur Marek Ostrowski a l'occasion de doubler le score à la 28e. Les polonais ont eu différentes occasions de doubler le score par Zbigniew Boniek puis Kazimierz Przybyś mais Franco Tancredi a réussi à repousser les tentatives polonaises,. Les Italiens font une meilleure seconde mi-temps, les Polonais sont proches de se faire rejoindre à la 72e, la reprise d'Aldo Serena termine sur la barre transversale polonaise. Les Polonais finissent par s'imposer (1-0) contre les champions du monde en titre,,.
Les Polonais disputent par la suite deux matchs amicaux début décembre 1985. Le 8 décembre contre la Tunisie au Stade olympique d'El Menzah de Tunis,, les polonais s’inclinent (1-0) sur un but de Bassem Jeridi peu avant l'heure de jeu. Le 11 décembre la Pologne se déplace à Adana pour affronter la Turquie. Les deux sélections font match nul (1-1), Jan Furtok ouvre le score pour les visiteurs à la 26e minute, les locaux égalisent par l'attaquant de Samsunspor Tanju Çolak à la 66e. À noter que la rencontre est arbitrée par le turc Talat Tokat, l'arbitre yougoslave désigné n'ayant pu arriver en Turquie à temps.
Les Polonais effectuent un camp d'entraînement du 15 au 17 janvier 1986 à Wisla, lors de ce stage sont effectués notamment des tests médicaux et physique, le 20 janvier la sélection polonaise rejoint Camerino, ville située à 200 km de Rome. La Pologne y dispute différents matchs face à des équipes de ligues inférieures, le 24 janvier, les polonais affrontent Macerata, club de troisième division, l'unique but est marqué par le capitaine polonais Włodzimierz Smolarek à huit minutes du terme. La Pologne dispute un second match à Civitavecchia contre une sélection locale le 28 janvier, les Polonais encaissent deux buts en première période de mais ils reviennent en deux minutes après la pause, par Dariusz Dziekanowski sur penalty à la 49e puis par Włodzimierz Smolarek.
Le 2 février les Polonais quittent l'Italie pour rejoindre l'Argentine, ils commencent par disputer un tournoi amical à Mar del Plata, la Copa de Oro, le 4 février, la Pologne affronte le club de Boca Juniors, la rencontre est disputée devant 17 000 spectateurs, les Polonais dominent la rencontre malgré le récent voyage depuis l'Italie, ils inscrivent l'unique but de la partie qu'à la 77e minute de jeu par l'intermédiaire de leur attaquant Dariusz Dziekanowski, l'excellente partie du portier vétéran de Boca Hugo Gatti empêche les Polonais de s'imposer sur un score plus large,. Le 12 février, la Pologne dispute son second match dans la compétition en affrontant un autre club de Buenos Aires, River Plate. Les Argentins ouvrent le score en première période par Alonso (37e) aidé par leur supériorité numérique depuis l'exclusion de Kazimierz Przybyś au bout de vingt minutes, les Polonais égalisent après seulement trois minutes en deuxième mi-temps grâce à un coup franc de Dariusz Dziekanowski, l'Uruguayen Enzo Francescoli redonne l'avantage à son club malgré la sortie de Kazimierski (51e), la Pologne réussit à recoller immédiatement sur un nouveau coup-de-pied arrête, Dariusz Dziekanowski trompe sur penalty le portier de River Plate, Roman Wójcicki donne l'avantage aux Polonais à la 67e en reprenant un ballon cafouillé devant la cage argentine, cinq minutes plus tard Andrzej Buncol donne deux buts d'avance à la Pologne sur un lob. Menés de deux buts, les Argentins de River Plate renversent la tendance en cinq minutes en toute fin de match, Enzo Francescoli d'une puissante frappe sous la barre à la (83e), Centurión sur corner (87e) puis de nouveau Francescoli d'un retourné acrobatique, donnent la victoire (5-4) à la formation sud-américaine,,. La Pologne effectue un troisième match en Argentine, elle affronte à Buenos Aires le Racing Club, le seul but de la rencontre est à mettre à l'actif du défenseur Marek Ostrowski à l'heure de jeu.
La Pologne affronte l'Uruguay pour la première fois de son histoire le 16 février au Stade Centenario de Montevideo. Les Polonais ouvrent le score par Krzysztof Baran après 7 minutes de jeu, les Uruguayens égalisent à l'heure de jeu grâce à leur milieu de terrain Miguel Bossio, bien décalé sur le côté droit, il trompe le jeune portier polonais Józef Wandzik d'une frappe croisée, les Polonais reprennent l'avantage deux minutes plus tard grâce au doublé de leur avant-centre Krzysztof Baran, ce dernier bien lancé dans la profondeur trompe le gardien adverse d'un petit ballon piqué, la celeste égalise une nouvelle fois, José Zalazar profite d'un coup franc mal renvoyé par Józef Wandzik pour pousser le ballon au fond des filets, Polonais et Uruguayens font match nul (2-2),.
Le 26 mars 1986, la Pologne se déplace à l'Estadio Ramón de Carranza de Cadix devant 17 000 personnes pour rencontrer l'Espagne. Les Espagnols ouvrent le score après vingt minutes de jeu, le corner espagnol est joué en retrait, le ballon revient à Míchel aux abords de la surface, sa puissante frappe du gauche est déviée du talon par son coéquipier au Real Madrid Emilio Butragueño, prenant le gardien de but polonais Józef Młynarczyk à contre-pied. À la 29e minute, Ricardo Gallego fauche Zbigniew Boniek dans la surface de réparation mais l'arbitre français Jean-Marie Lartigot ne siffle pas de pénalty. Dans la même minute les ibériques doublent la mise, Emilio Butragueño centre à destination de Julio Salinas au niveau des six mètres, le centre est boxé des points par Józef Młynarczyk, son dégagement dans l'axe est directement repris Ramón Calderé qui marque dans le but vide. Après seulement deux minutes en seconde mi-temps l'Espagne inscrit un nouveau but, Ramón Calderé est lancé en profondeur par Rafael Gordillo, le centre en cloche de Calderé est repris par Julio Salinas de la tête, il devance la sortie au point de Młynarczyk pour marquer dans le but vide, les Polonais subissent une large défaite (0-3).
Les Polonais effectuent ensuite un stage de préparation sur les bords du lac de Constance dans la région Allgäu dans les Alpes allemandes, Antoni Piechniczek profite de cette occasion pour programmer deux rencontres amicales contre des clubs de Bundesliga, la Pologne affronte le FC Nuremberg contre lequel les Polonais s'imposent (1-0) puis la Pologne rencontre l'Eintracht Francfort, les Polonais s'imposent plus largement lors de cette rencontre avec un succès (5-1).
La Pologne termine sa préparation avec un ultime match amical programmé le 16 mai 1986, lors de cette rencontre, les joueurs d'Antoni Piechniczek affrontent le Danemark sur sa pelouse du Københavns Idrætspark de Copenhague. Les Danois, également qualifiés pour le mondial mexicain, s'imposent par la plus petite des marges, le seul but de la rencontre est inscrit à l'heure de jeu par Preben Elkjær Larsen, laissé seul aux abords de la surface de but polonaise, sa reprise croisée trompe Józef Młynarczyk.
| Match amical     | Pologne | 1 - 0   | Italie |                                                                     |                                                                     |
| 16 novembre 1985 | Dziekanowski 6e | (1 - 0) | | Stade de Silésie, Chorzów Spectateurs : 10 000 Arbitrage : M.Dochev | Stade de Silésie, Chorzów Spectateurs : 10 000 Arbitrage : M.Dochev |
| 16 novembre 1985 | Rapport |         | | Stade de Silésie, Chorzów Spectateurs : 10 000 Arbitrage : M.Dochev | Stade de Silésie, Chorzów Spectateurs : 10 000 Arbitrage : M.Dochev |
| 16 novembre 1985 | Młynarczyk - Pawlak (Przybyś 29e ), Wójcicki , Żmuda , Ostrowski - Dziekanowski, Buncol, Matysik, Komornicki - Boniek , Smolarek (Tarasiewicz 85e ) | Équipes | Tancredi (Galli 46e ) - Bergomi, Cabrini, Baresi, Collovati - Scirea (Tricella 46e ), Massaro, Bagni , Serena - Di Gennaro, Altobelli (Vialli 78e ) | Stade de Silésie, Chorzów Spectateurs : 10 000 Arbitrage : M.Dochev | Stade de Silésie, Chorzów Spectateurs : 10 000 Arbitrage : M.Dochev |

| Match amical    | Tunisie                                                                                             | 1 - 0   | Pologne |                                                                         |                                                                         |
| 8 décembre 1985 | Jeridi 55e                                                                                          | (0 - 0) | | Stade Chedly-Zouiten, Tunis Spectateurs : 22 000 Arbitrage : M.Mellouli | Stade Chedly-Zouiten, Tunis Spectateurs : 22 000 Arbitrage : M.Mellouli |
| 8 décembre 1985 | Rapport                                                                                             |         | | Stade Chedly-Zouiten, Tunis Spectateurs : 22 000 Arbitrage : M.Mellouli | Stade Chedly-Zouiten, Tunis Spectateurs : 22 000 Arbitrage : M.Mellouli |
| 8 décembre 1985 | Chtera - Khemiri, Jaziri, Khelil , Mahjoubi - Zouaoui, Maâloul, Hsoumi, Rouissi - Ben Anwar, Jeridi | Équipes | Wandzik - Biegun, Wójcicki, Przybyś, Ostrowski - Tarasiewicz, Matysik, Urban , Komornicki (Prusik 46e ) - Zgutczyński (Furtok 46e ), Smolarek (Pałasz 75e ) | Stade Chedly-Zouiten, Tunis Spectateurs : 22 000 Arbitrage : M.Mellouli | Stade Chedly-Zouiten, Tunis Spectateurs : 22 000 Arbitrage : M.Mellouli |

| Match amical     | Turquie | 1 - 1   | Pologne |                                                        |                                                        |
| 11 décembre 1985 | Çolak 66e | (0 - 1) | Furtok 26e | 5 Ocak, Adana Spectateurs : 15 321 Arbitrage : M.Tokat | 5 Ocak, Adana Spectateurs : 15 321 Arbitrage : M.Tokat |
| 11 décembre 1985 | Rapport |         | | 5 Ocak, Adana Spectateurs : 15 321 Arbitrage : M.Tokat | 5 Ocak, Adana Spectateurs : 15 321 Arbitrage : M.Tokat |
| 11 décembre 1985 | Uraz - Demiriz, Arıca , Altıntaş (Yetkiner 71e ), Durmaz - Çakıroğlu, Tekin, Karaman, Çorlu - Keser, Yula (Çolak 46e ) | Équipes | Wandzik - Pawlak, Wójcicki, Waleszczyk, Ostrowski - Tarasiewicz, Matysik (Prusik 46e (Przybyś 67e )), Komornicki, Urban - Furtok (Zgutczyński 46e ) , Smolarek | 5 Ocak, Adana Spectateurs : 15 321 Arbitrage : M.Tokat | 5 Ocak, Adana Spectateurs : 15 321 Arbitrage : M.Tokat |

| Match amical    | Uruguay | 2 - 2   | Pologne                                                                                                  |                                                                            |                                                                            |
| 16 février 1986 | Bossio 61e, Zalazar 78e                                                                                           | (0 - 1) | Baran 7e 63e                                                                                             | Stade Centenario, Montevideo Spectateurs : 44 000 Arbitrage : M.Cardellino | Stade Centenario, Montevideo Spectateurs : 44 000 Arbitrage : M.Cardellino |
| 16 février 1986 | Rapport |         | | Stade Centenario, Montevideo Spectateurs : 44 000 Arbitrage : M.Cardellino | Stade Centenario, Montevideo Spectateurs : 44 000 Arbitrage : M.Cardellino |
| 16 février 1986 | Alvez - Menchaca, Vega, Acevedo , Rivero - Ostolaza (Bengoechea 55e ) , Bossio, Báez, Aguilera - Zalazar, Silvera | Équipes | Wandzik - Pawlak, Wójcicki, Przybyś, Ostrowski - Matysik , Dziekanowski, Buncol, Urban - Baran, Smolarek | Stade Centenario, Montevideo Spectateurs : 44 000 Arbitrage : M.Cardellino | Stade Centenario, Montevideo Spectateurs : 44 000 Arbitrage : M.Cardellino |

| Match amical | Espagne | 3 - 0   | Pologne |                                                                              |                                                                              |
| 26 mars 1986 | Emilio Butragueño 20e, Calderé 29e, Julio Salinas 47e | (2 - 0) | | Estadio Ramón de Carranza, Cadix Spectateurs : 17 000 Arbitrage : M.Lartigot | Estadio Ramón de Carranza, Cadix Spectateurs : 17 000 Arbitrage : M.Lartigot |
| 26 mars 1986 | Rapport |         | | Estadio Ramón de Carranza, Cadix Spectateurs : 17 000 Arbitrage : M.Lartigot | Estadio Ramón de Carranza, Cadix Spectateurs : 17 000 Arbitrage : M.Lartigot |
| 26 mars 1986 | Zubizarreta - Tomás, Goikoetxea (Carrasco 73e ), Gallego, Camacho - Míchel (Señor 46e ) , López, Julio Alberto (Gordillo 46e ) , Calderé - Julio Salinas, Emilio Butragueño (Rincón 78e ) | Équipes | Młynarczyk - Majewski, Wójcicki (Karaś 78e ), Przybyś, Ostrowski (Pawlak 72e ) - Dziekanowski, Buncol, Matysik, Urban (Tarasiewicz 65e ) - Boniek , Zgutczyński (Baran 65e ) | Estadio Ramón de Carranza, Cadix Spectateurs : 17 000 Arbitrage : M.Lartigot | Estadio Ramón de Carranza, Cadix Spectateurs : 17 000 Arbitrage : M.Lartigot |

| Match amical | Danemark | 1 - 0   | Pologne |                                                                               |                                                                               |
| 16 mai 1986  | Preben Elkjær Larsen 61e | (0 - 0) | | Københavns Idrætspark, Copenhague Spectateurs : 44 300 Arbitrage : M.Eriksson | Københavns Idrætspark, Copenhague Spectateurs : 44 300 Arbitrage : M.Eriksson |
| 16 mai 1986  | Rapport |         | | Københavns Idrætspark, Copenhague Spectateurs : 44 300 Arbitrage : M.Eriksson | Københavns Idrætspark, Copenhague Spectateurs : 44 300 Arbitrage : M.Eriksson |
| 16 mai 1986  | Qvist - Andersen, Busk (Sivebæk 46e ), M. Olsen , Nielsen - Lerby , Mølby, Arnesen (J. Olsen 46e ) , Berggreen (Frimann 69e ) - Larsen, Laudrup | Équipes | Młynarczyk - Kubicki, Wójcicki, Majewski, Ostrowski - Matysik, Buncol (Tarasiewicz 46e ), Komornicki (Urban 46e ) - Boniek Dziekanowski (Zgutczyński 67e ), Smolarek | Københavns Idrætspark, Copenhague Spectateurs : 44 300 Arbitrage : M.Eriksson | Københavns Idrætspark, Copenhague Spectateurs : 44 300 Arbitrage : M.Eriksson |

## Phase finale

### Premier tour

#### Maroc-Pologne
Résumé
Le 2 juin 1986 à 16 heures, la Pologne est opposée au Maroc qui dispute son second mondial après 1970, il s'agit de la seconde confrontation officielle entre ces deux pays. La rencontre, disputée à l'Estadio Universitario de Monterrey, est arbitrée par le uruguayen José Luis Martínez Bazán devant 19 000 spectateurs.
Les Polonais se procurent la première occasion de la rencontre à la suite d'un coup franc mais la tête de Matysik passe loin de la cage de Zaki. Au cours de la première période, les Marocains se procurent les plus grosses occasions sollicitant à plusieurs reprises Józef Młynarczyk, au quart d'heure de jeu, le coup franc excentré de Merry trouve Młynarczyk, Bouderbala se procure une occasion à la 35e sa frappe passe à côté de la cage polonaise, sur une nouvelle frappe lointaine les marocain sont dangereux, la frappe de Timoumi est captée en deux temps par Młynarczyk est alerté. Les attaques polonaise sont plus timide en première période, en seconde période les débats sont plus équilibrés, les Polonais se procurent des par Boniek qui ne réussit cependant pas à influer sur le cours de la rencontre, en fin de match les Polonais ont l'occasion de remporter la partie mais la frappe lointaine de Buncol trouve le poteau marocain, les deux équipes font match nul (0-0),, pour leur entrée dans la compétition.
Détails du match
| 2 juin 1986                         | Maroc | 0 - 0   | Pologne | Estadio Universitario, Monterrey                          |                                                           |
| 16 h 00 · Historique des rencontres | | (0 - 0) | | Spectateurs : 19 000 Arbitrage : José Luis Martínez Bazán | Spectateurs : 19 000 Arbitrage : José Luis Martínez Bazán |
| 16 h 00 · Historique des rencontres | Rapport |         | | Spectateurs : 19 000 Arbitrage : José Luis Martínez Bazán | Spectateurs : 19 000 Arbitrage : José Luis Martínez Bazán |
| 16 h 00 · Historique des rencontres | Zaki - Khalifa, Lamriss, El Biyaz, Bouyahyaoui - Dolmy, El Haddaoui · ( 87e Souleimani), Bouderbala, 33e Timoumi ( 88e Khairi) - Krimau, Merry | Équipes | Młynarczyk - Kubicki ( 46e Przybyś), Wójcicki, Majewski, Ostrowski - Buncol, · Matysik, Boniek , Komornicki - Dziekanowski ( 56e Urban), Smolarek | Spectateurs : 19 000 Arbitrage : José Luis Martínez Bazán | Spectateurs : 19 000 Arbitrage : José Luis Martínez Bazán |

#### Pologne-Portugal
Résumé
Le 6 juin 1986 à 16 heures, la Pologne est opposée au Portugal qui dispute son second mondial après 1966, il s'agit de la sixième confrontation officielle entre ces deux pays,,. La rencontre, disputée à l'Estadio Universitario de Monterrey, est arbitrée par le tunisien Ali Bennaceur devant 20 000 spectateurs.
La Pologne se procure la première occasion de la rencontre par son ailier Dariusz Dziekanowski, sa demi-volée est repoussée par Damas avant que la défense lusitanienne pousse le ballon en corner. À la suite d'un dégagement de la tête dans l'axe de Roman Wójcicki, Sousa récupère le cuir, après un crochet le portugais croise trop sa frappe pour inquiéter Młynarczyk, par la suite Sousa tente une nouvelle fois sa chance de loin mais sa frappe est de nouveau trop croisée pour accrocher le cadre. Les portugais continuent de tenter leur chance de loin mais la frappe de Carlos Manuel est trop enlevée et celle de Diamantino manque de puissance. Les Polonais se procurent une grosse occasion à la 36e minute, sur un long ballon dans la profondeur les défenseurs portugais se gêne laissant Włodzimierz Smolarek seul au second poteau mais sa frappe croisée frôle le cadre portugais, avant la pause Boniek s’essaie de la tête mais le ballon passe au-dessus du but.
En seconde période les Polonais dominent mais c'est Sousa qui effectue la première tentative d'importance, sa frappe à ras de terre dans un angle fermé est difficilement stoppée par Młynarczyk, sur un coup franc lointain de Sousa Młynarczyk est obligé de boxer des deux points en corner. Sur un centre de Włodzimierz Smolarek Boniek reprend le ballon de façon acrobatique mais sa tentative passe au-dessus de la barre transversale. À la 68e la Pologne ouvre le score, sur une remise intérieur de Boniek Dziekanowski centre en première attention, son centre passe au-dessus de la défense avant de trouver Smolarek, l’attaquant à le temps de contrôle et d'ajuster Vítor Damas, la frappe croisée passe sous le gardien portugais, le ballon entre dans le but malgré l'angle fermé et le retour de la défense portugaise,. À sept minutes du terme alors que Młynarczyk est battu par une tête portugaise Jan Karaś sauve d'un tacle glissé les siens d'un dégagement sur son poteau avant que Młynarczyk pousse le cuir en corner. Les Polonais s'imposent (1-0),,, se rapprochant d'une qualification pour le tour suivant.
Détails du match
| 7 juin 1986                         | Pologne | 1 - 0   | Portugal | Estadio Universitario, Monterrey               |                                                |
| 16 h 00 · Historique des rencontres | Smolarek 68e | (0 - 0) | | Spectateurs : 20 000 Arbitrage : Ali Bennaceur | Spectateurs : 20 000 Arbitrage : Ali Bennaceur |
| 16 h 00 · Historique des rencontres | Rapport |         | | Spectateurs : 20 000 Arbitrage : Ali Bennaceur | Spectateurs : 20 000 Arbitrage : Ali Bennaceur |
| 16 h 00 · Historique des rencontres | Młynarczyk - Pawlak, Wójcicki, 46e Majewski, Ostrowski - 89e Dziekanowski, Matysik · Komornicki ( 57e Karaś) - Urban, Boniek , Smolarek ( 75e Zgutczyński) | Équipes | Damas - Álvaro, Frederico, Oliveira, Inácio - André ( 73e Magalhães), Diamantino, · Carlos Manuel, Pacheco, Sousa - Fernando Gomes ( 46e Futre) | Spectateurs : 20 000 Arbitrage : Ali Bennaceur | Spectateurs : 20 000 Arbitrage : Ali Bennaceur |

#### Angleterre-Pologne
Résumé
Pour son ultime match du premier tour, la Pologne affronte l'Angleterre le 11 juin 1986 à 16 heures, cette rencontre est la cinquième entre les deux pays,,,. La rencontre, disputée à l'Estadio Tecnológico de Monterrey, est arbitrée par le suisse André Daina devant 22 700 spectateurs.
La première opportunité est à mettre au crédit de la Pologne, Smolarek intercepte une passe anglaise au milieu de terrain avant de lancer la contre-attaque, il effectue une passe en profondeur vers son capitaine Boniek, désaxé par le retour de la défense anglaise, l'attaquant polonais tente de croiser sa frappe mais le ballon est repoussé par le gardien Shilton, le défenseur anglais Butcher devance Dziekanowski pour dégager. Sur une touche polonaise proche du poteau de corner adverse, les Anglais récupèrent le ballon et dégagent en profondeur côté gauche, Trevor Steven dévie vers Lineker qui déborde sur le flanc gauche, il décale au centre Trevor Steven qui prolonge vers Gary Stevens, le centre à raz-de-terre de Gary Stevens trouve Lineker coupe la trajectoire d'un tacle devançant le retour de Pawlak et la sortie de Młynarczyk. À la 14e minute de jeu, Hodge adresse un long centre vers Lineker, le défenseur polonais Majewski est trop court pour repousser le centre, Lineker seul reprend instantanément le ballon pour tromper en puissance sous la barre Młynarczyk. Dziekanowski est fauché à l'entrée de la surface par Fenwick, offrant une opportunité sur coup franc pour son pays, le puissant coup franc de Smolarek est frappé en puissance à raz-de-terre côté gardien de but, Shilton capte le ballon venu directement à sa rencontre. À la 36e minute, les Anglais aggravent la marque, sur un corner côté gauche Trevor Steven Młynarczyk manque sa sortie, le ballon termine sa course au second poteau où Lineker réussit le coup du chapeau. En seconde période les Polonais font preuve de malchance Boniek trouvant le poteau de Shilton, Boniek tente une nouvelle fois sa chance, mais sa frappe lointaine est repoussée en corner par le portier anglais. Les Polonais s’inclinent (3-0) à cause du triplé de Lineker,, la Pologne se qualifie pour les huitièmes de finale malgré une troisième place dans son groupe.
Détails du match
| 11 juin 1986                        | Angleterre | 3 - 0   | Pologne | Estadio Tecnológico, Monterrey               |                                              |
| 16 h 00 · Historique des rencontres | Lineker 9e, 14e, 34e | (3 - 0) | | Spectateurs : 22 700 Arbitrage : André Daina | Spectateurs : 22 700 Arbitrage : André Daina |
| 16 h 00 · Historique des rencontres | Rapport |         | | Spectateurs : 22 700 Arbitrage : André Daina | Spectateurs : 22 700 Arbitrage : André Daina |
| 16 h 00 · Historique des rencontres | Shilton - Stevens, Sansom, Butcher, 52e Fenwick - Hoddle, Reid, · Steven, Hodge - Lineker ( 86e Dixon) , Beardsley ( 76e Waddle) | Équipes | Młynarczyk - Pawlak, Wójcicki, Majewski, Ostrowski - Dziekanowski,Matysik · ( 46e Buncol), Komornicki ( 24e Karaś) - Urban, Boniek , Smolarek | Spectateurs : 22 700 Arbitrage : André Daina | Spectateurs : 22 700 Arbitrage : André Daina |

#### Classement
| Rang | Équipe     | Pts | J | G | N | P | Bp | Bc | Diff |  | Résultats (▼ dom., ► ext.) |  |     |     |     |
| ---- | ---------- | --- | - | - | - | - | -- | -- | ---- |  | -------------------------- |  | --- | --- | --- |
| 1    | Maroc      | 4   | 3 | 1 | 2 | 0 | 3  | 1  | +2   |  | Maroc                      |  | 0-0 | 0-0 | 3-1 |
| 2    | Angleterre | 3   | 3 | 1 | 1 | 1 | 3  | 1  | +2   |  | Angleterre                 |  |     | 3-0 | 0-1 |
| 3    | Pologne    | 3   | 3 | 1 | 1 | 1 | 1  | 3  | -2   |  | Pologne                    |  |     |     | 1-0 |
| 4    | Portugal   | 2   | 3 | 1 | 0 | 2 | 2  | 4  | -2   |  | Portugal                   |  |     |     |     |

#### Désignation des meilleurs troisièmes
Quatre des équipes classées troisièmes de leur poule sont repêchées pour compléter le tableau des huitièmes de finale. Un classement comparatif prenant en compte les résultats des 6 équipes concernées est établi :
| Place | Équipe          | Pts | J | V | N | D | BP | BC | Diff |
| ----- | --------------- | --- | - | - | - | - | -- | -- | ---- |
| 1     | Belgique        | 3   | 3 | 1 | 1 | 1 | 5  | 2  | 0    |
| 2     | Pologne         | 3   | 3 | 1 | 1 | 1 | 1  | 3  | -2   |
| 3     | Bulgarie        | 2   | 3 | 0 | 2 | 1 | 2  | 4  | -2   |
| 4     | Uruguay         | 2   | 3 | 0 | 2 | 1 | 2  | 7  | -5   |
| 5     | Hongrie         | 2   | 3 | 1 | 0 | 2 | 2  | 9  | -7   |
| 6     | Irlande du Nord | 1   | 3 | 0 | 1 | 2 | 2  | 6  | -4   |

### Huitième de finale

#### Brésil-Pologne
Résumé
Le 16 juin 1986 à 13 heures, la Pologne dispute son huitième de finale face au Brésil, il s'agit de la septième confrontation officielle entre les deux nations,. La rencontre, disputée à l'Estadio Jalisco de Guadalajara, est arbitrée par le allemand Volker Roth devant 45 000 spectateurs.
Le début de match est dominé par la sélection polonaise, supérieur sur son adversaire notamment au niveau du milieu de terrain, les Polonais se montrent dangereux les premiers, dès la 1re minute de jeu le ballon piqué en profondeur de Ryszard Tarasiewicz n'est touché par personne et il termine sa course sur le poteau du gardien de la Seleção Gallo. À la 12e minute de jeu, un ballon est dégagé dans l'axe par la défense brésilienne, le ballon est repris instantanément par Jan Karaś, sa frappe puissante s'écrase sur la barre brésilienne. Les Brésiliens réagissent par Müller, son raide dans la défense polonaise est stoppée par la sortie de Młynarczyk. Décalé dans la surface de réparation Careca s'écroule à la suite d'un contact avec Przybyś, l'arbitre allemands siffle un penalty sévère contre les Polonais. Sócrates transforme la sentence en prenant Młynarczyk à contre-pied. À cinq minute du terme Tarasiewicz tente une frappe lointaine, mais le ballon est capté par Gallo, décalé par Boniek sur coup franc, Karaś voit sa frappe lointaine également stoppée par Gallo.
Au retour des vestiaires les brésiliens appuient sur l’accélérateur, à la 55e minute de jeu, Josimar slalom dans la surface, malgré un angle très fermé il frappe en puissance trompant Młynarczyk. À l'heure de jeu, les Polonais ont une opportunité sur coup franc, la frappe enroulée de Tarasiewicz frôle les montants brésiliens. Sur un centre de Dziekanowski, la star polonaise Boniek tente le retourné acrobatique, sa reprise passe une nouvelle fois pour les Polonais au ras du poteau brésilien. À la suite d'une perte de balle polonaise, les auriverdes partent en contre-attaque, le défenseur et capitaine brésilien Edinho aggrave le score à la 79e, lancé par une talonnade de Careca, Edinho élimine Młynarczyk et le retour d'un défenseur polonais d'un crochet avant de marquer dans le but ouvert. Zico entré un peu plus tôt à la place de Sócrates, il obtient un pénalty à la 82e, Zico lancé seul dans la profondeur tente un crochet pour éliminer le défenseur polonais mais il est fauché par Młynarczyk. Le pénalty de Careca est touché par Młynarczyk mais entre dans le but avec l'aide du poteau. Les Polonais sont éliminés avec cette large défaite (4-0).
Détails du match
| 16 juin 1986                        | Brésil | 4 - 0   | Pologne | Estadio Jalisco, Guadalajara                 |                                              |
| 13 h 00 · Historique des rencontres | Sócrates 30e (pen.) · Josimar 55e · Edinho 79e · Careca 83e (pen.)                                                                       | (1 - 0) | | Spectateurs : 45 000 Arbitrage : Volker Roth | Spectateurs : 45 000 Arbitrage : Volker Roth |
| 13 h 00 · Historique des rencontres | Rapport |         | | Spectateurs : 45 000 Arbitrage : Volker Roth | Spectateurs : 45 000 Arbitrage : Volker Roth |
| 13 h 00 · Historique des rencontres | Gallo - 83e Edinho , Josimar, Júlio César, Branco - Júnior, Alemão, · Sócrates ( 70e Zico), Elzo - Müller ( 74e Paulo Silas), 36e Careca | Équipes | Młynarczyk - Przybyś ( 60e Furtok), Wójcicki, Majewski, Ostrowski - Karaś, Tarasiewicz, · 13e Dziekanowski - Urban ( 83e Żmuda), 30e Boniek , 32e Smolarek | Spectateurs : 45 000 Arbitrage : Volker Roth | Spectateurs : 45 000 Arbitrage : Volker Roth |

## Statistiques

### Temps de jeu
Le sélectionneur Antoni Piechniczek n'opère que peu de changements dans la composition de l'équipe lors des quatre matchs de la Pologne avec une ossature type reconduite de match en match, il reconduit une défense type, à l’exception du poste d'arrière droit où se succèdent trois joueurs durant la compétition, ainsi qu'une attaque type lors des quatre rencontres disputés. Contrairement à l'édition 1982, Antoni Piechniczek utilise à chaque rencontre les deux changements à sa disposition, n'hésitant pas à faire des changements tôt dans la partie, remplaçant par exemple Jan Karaś en milieu de première mi-temps face à l'Angleterre alors que la Pologne est menée (2-0), ou en remplaçant lors de la même partie Waldemar Matysik par Andrzej Buncol à la pause.
Cinq joueurs disputent l'intégralité des quatre matchs, le gardien de but Józef Młynarczyk, le libero Roman Wójcicki, le stoppeur Stefan Majewski, l'arrière gauche Marek Ostrowski et la star de l'équipe Zbigniew Boniek, trois autres joueurs ont disputé les quatre rencontre, les attaquants Włodzimierz Smolarek et Dariusz Dziekanowski, qui ont commencé les quatre rencontres et Jan Urban, titulaire à trois reprises. Trois joueurs ont disputé trois rencontres, les deux milieu de terrain Waldemar Matysik et Ryszard Komornicki trois fois titularisé, et Jan Karaś titulaire une seule fois. Trois joueurs ont pris part à deux matchs, Krzysztof Pawlak titulaire lors de ses deux apparitions, Andrzej Buncol et Kazimierz Przybyś, titularisés une fois. Parmi les cinq joueurs comptant une apparition, deux étaient titulaire, Ryszard Tarasiewicz qui a disputé l'ensemble de sa rencontre et Dariusz Kubicki qui a disputé une mi-temps, les trois joueurs entrés en jeu sont Jan Furtok, Andrzej Zgutczyński et Władysław Żmuda. Władysław Żmuda entré en jeu lors des dernières minutes du huitième de finale perdu face au Brésil disputé son 86e et dernier match pour la Pologne,, il a disputé ce jour-là son 21e et dernier match en Coupe du monde, un record pour un joueur polonais,,. Trois joueurs ne disputent aucun match le joueur de champ Andrzej Pałasz et les deux gardiens remplaçant Jacek Kazimierski et Józef Wandzik.
| Place | Joueur               | Poste | MJ | MT | Temps |
| ----- | -------------------- | ----- | -- | -- | ----- |
| 1     | Józef Młynarczyk     | G     | 4  | 4  | 360   |
| .     | Marek Ostrowski      | D     | 4  | 4  | 360   |
| .     | Roman Wójcicki       | D     | 4  | 4  | 360   |
| .     | Stefan Majewski      | D     | 4  | 4  | 360   |
| .     | Zbigniew Boniek      | A     | 4  | 4  | 360   |
| 6     | Włodzimierz Smolarek | A     | 4  | 4  | 344   |
| 7     | Dariusz Dziekanowski | A     | 4  | 4  | 326   |
| 8     | Jan Urban            | A     | 4  | 3  | 297   |
| 9     | Waldemar Matysik     | M     | 3  | 3  | 225   |
| 10    | Jan Karaś            | M     | 3  | 1  | 191   |
| 11    | Krzysztof Pawlak     | M     | 2  | 2  | 180   |
| 12    | Ryszard Komornicki   | M     | 3  | 3  | 169   |
| 13    | Andrzej Buncol       | M     | 2  | 1  | 135   |
| 14    | Kazimierz Przybyś    | D     | 2  | 1  | 104   |
| 15    | Ryszard Tarasiewicz  | M     | 1  | 1  | 90    |
| 16    | Dariusz Kubicki      | D     | 1  | 1  | 45    |
| 17    | Jan Furtok           | A     | 1  | 0  | 31    |
| 18    | Andrzej Zgutczyński  | A     | 1  | 0  | 16    |
| 19    | Władysław Żmuda      | D     | 1  | 0  | 7     |
| 20    | Jacek Kazimierski    | G     | 0  | 0  | 0     |
| .     | Andrzej Pałasz       | M     | 0  | 0  | 0     |
| .     | Józef Wandzik        | G     | 0  | 0  | 0     |

### Buteur
La Pologne a inscrit un seul but dans le tournoi, contre le Portugal. La Coupe du monde 1986 est la moins prolifique de l'histoire de l'attaque polonaise, la Pologne termine 23e au classement des buts inscrits avec une moyenne de 0,25 buts par match, seul le Canada a fait pire avec un seul but marqué.
L'unique buteur polonais est l’attaquant Włodzimierz Smolarek, il termine 58e au classement des buteurs. Smolarek marque son second but en Coupe du monde après celui inscrit en 1982 face au Pérou, ce but est le 11e et avant-dernier inscrit par Smolarek sous le maillot polonais.
| Place | Joueur               | Poste | Buts | MJ | Temps | Adversaire |
| ----- | -------------------- | ----- | ---- | -- | ----- | ---------- |
| 1     | Włodzimierz Smolarek | A     | 1    | 4  | 344   | Portugal   |